# Championnats du monde junior de patinage de vitesse sur piste courte 2018
Les championnats du monde junior de patinage de vitesse sur piste courte 2018, organisés par l'International Skating Union, ont lieu à Tomaszow Mazowiecki (Pologne) du 2 au 4 mars 2018.

## Événements marquants
Maame Biney y devient la première femme short-trackeuse américaine à gagner une médaille d'or de l'histoire des Championnats du monde junior de patinage de vitesse sur piste courte, et la première personne américaine depuis J.R. Celski en 2009,.

## Classements

### 500 mètres

#### Hommes
| participant          | pays représenté      | rang d'arrivée | temps               |
| -------------------- | -------------------- | -------------- | ------------------- |
| Pavel Sitnikov       | Russie               | 4              | 42 532 milliseconde |
| Jasper Brunsmann (d) | Royaume des Pays-Bas | 5              | 42 734 milliseconde |
| Brandon Kim (en)     | États-Unis           | 7              | 42 879 milliseconde |
| Sergei Milovanov (d) | Russie               | 8              | 42 980 milliseconde |
| Hong Kyung-hwan      | Corée du Sud         | 2              | 41 837 milliseconde |
| Lee June-seo         | Corée du Sud         | 1              | 41 659 milliseconde |
| Konstantine Ivliev   | Russie               | 6              | 42 836 milliseconde |
| Quentin Fercoq       | France               | 3              | 42 206 milliseconde |

#### Femmes
| participant                 | pays représenté      | rang d'arrivée | temps               |
| --------------------------- | -------------------- | -------------- | ------------------- |
| Kamila Stormowska           | Pologne              | 8              | 49 167 milliseconde |
| Rebeka Sziliczei-Nemet (d)  | Hongrie              | 6              | 46 118 milliseconde |
| Evelien Van Kerckvoorde (d) | Belgique             | 7              | 46 228 milliseconde |
| Kim Ji-yoo                  | Corée du Sud         | 5              | 45 751 milliseconde |
| Petra Jászapáti             | Hongrie              | 2              | 44 359 milliseconde |
| Xandra Velzeboer            | Royaume des Pays-Bas | 3              | 44 544 milliseconde |
| Courtney Sarault            | Canada               | 4              | 46 741 milliseconde |
| Maame Biney                 | États-Unis           | 1              | 44 305 milliseconde |

### 1000 mètres

#### Femmes
| participant          | pays représenté | rang d'arrivée | temps                |
| -------------------- | --------------- | -------------- | -------------------- |
| Marijn Wiersma (d)   | Pays-Bas        | 4              | 95 484 milliseconde  |
| Shione Kaminaga      | Japon           | 8              | 107 236 milliseconde |
| Aoi Watanabe (d)     | Japon           | 7              | 107 110 milliseconde |
| Kim Ji-yoo           | Corée du Sud    | 1              | 94 251 milliseconde  |
| Gabriella Hachem (d) | États-Unis      | 5              | 95 954 milliseconde  |
| Erika Lindgren (d)   | Suède           | 6              | 107 023 milliseconde |
| Courtney Sarault     | Canada          | 2              | 94 301 s             |
| Maame Biney          | États-Unis      | 3              | 94 592 milliseconde  |

#### Hommes
| participant          | pays représenté      | rang d'arrivée | temps               |
| -------------------- | -------------------- | -------------- | ------------------- |
| Park Jang-hyuk       | Corée du Sud         | 2              | 90 839 milliseconde |
| Hong Kyung-hwan      | Corée du Sud         | 1              | 90 743 milliseconde |
| Friso Emons (d)      | Royaume des Pays-Bas | 5              | 87 940 milliseconde |
| Jasper Brunsmann (d) | Pays-Bas             | 7              | 88 221 milliseconde |
| Ryuta Inoue (d)      | Japon                | 9              | 88 419 milliseconde |
| Bram Steenaart (d)   | Royaume des Pays-Bas | 8              | 88 404 milliseconde |
| Lee June-seo         | Corée du Sud         | 3              | 90 898 milliseconde |
| Kazuki Yoshinaga     | Japon                | 4              | 91 291 milliseconde |
| Quentin Fercoq       | France               | 6              | 88 045 milliseconde |

### 1 500 mètres

#### Hommes
| participant                 | pays représenté | rang d'arrivée      | temps                |
| --------------------------- | --------------- | ------------------- | -------------------- |
| Pavel Sitnikov              | Russie          | 5                   | 154 673 milliseconde |
| Brandon Kim (en)            | États-Unis      | 9                   | 138 635 milliseconde |
| Kazuki Yoshinaga            | Japon           | 2                   | 153 017 milliseconde |
| Adil Galiakhmetov           | Kazakhstan      | 12                  | 157 802 milliseconde |
| Jonathan Moody (d)          | Royaume-Uni     | 10                  | 138 977 milliseconde |
| Friso Emons (d)             | Pays-Bas        | 7                   | 138 516 milliseconde |
| Andras Sziklási (d)         | Hongrie         | 11                  | 142 707 milliseconde |
| Ryuta Inoue (d)             | Japon           | 8                   | 138 608 milliseconde |
| Park Jang-hyuk              | Corée du Sud    | 3                   | 153 020 milliseconde |
| Lee June-seo                | Corée du Sud    | 6 penalty shot (en) |                      |
| Hong Kyung-hwan             | Corée du Sud    | 1                   | 152 908 milliseconde |
| Yerkebulan Shamukhanov (en) | Kazakhstan      | 4                   | 154 137 milliseconde |

#### Femmes
| participant                 | pays représenté | rang d'arrivée | temps                |
| --------------------------- | --------------- | -------------- | -------------------- |
| Shione Kaminaga             | Japon           | 5              | 167 546 milliseconde |
| Danaé Blais                 | Canada          | 10             | 151 430 milliseconde |
| Evelien Van Kerckvoorde (d) | Belgique        | 13             | 153 291 milliseconde |
| Courtney Sarault            | Canada          | 2              | 166 667 milliseconde |
| Lee Su-Youn (d)             | Corée du Sud    | 4              | 166 856 milliseconde |
| Selma Poutsma               | France          | 12             | 151 765 milliseconde |
| Rebeka Sziliczei-Nemet (d)  | Hongrie         | 9              | 151 285 milliseconde |
| Rina Yamana (d)             | Japon           | 11             | 151 560 milliseconde |
| Han Soo-Lim (d)             | Corée du Sud    | 3              | 166 768 milliseconde |
| Yuliia Beresneva (d)        | Russie          | 6              | 190 480 milliseconde |
| Petra Jászapáti             | Hongrie         | 7              | 150 667 milliseconde |
| Alyson Charles              | Canada          | 8              | 151 224 milliseconde |
| Kim Ji-yoo                  | Corée du Sud    | 1              | 166 542 milliseconde |

## Classement du relais 3 000 mètres

### Femmes
1. Canada : Alyson Charles, Danae Blais, Courtney Lee Sarault, Claudia Gagnon
2. Japon : Shione Kaminaga, Aoi Watanabe, Seina Yokoyama, Rina Yamana
3. Italie : Gloria Confortola, Gloria Ioriatti, Ilaria Cotza, Elisa Confortola
4. Russie : Elizaveta Kuznetsova, Angelina Tarasova, Yuliia Beresneva, Anna Matveeva

### Hommes
1. Japon : Kazuki Yoshinaga, Katsunori Koike, Ryuta Inoue, Shuta Matsuzu
2. Russie : Pavel Sitnikov, Sergei Milovanov, Konstantin Ivliev, Vladimir Moskvitsev
3. Pays-Bas : Jasper Brunsmann, Friso Emons, Bram Steenaart, Hugo Bosma
4. Corée du Sud (carton jaune) : Hong Kyung-hwan, Moon Won-jun, Park Jang-hyuk, Lee June-seo